# Faiza Shaheen
Faiza Shaheen es una economista y activista política de izquierda británica.

## Biografía
Nacida y criada en Chingford, en el seno de una familia de clase trabajadora, de madre pakistaní (de profesión técnica de laboratorio) y padre fiyiano (de profesión mecánico).
Se graduó en la Universidad de Oxford. Posteriormente, cursó un máster en métodos de investigación y estadística en la Universidad de Mánchester. Especializada en el estudio de la desigualdad, se doctoró en la misma universidad. Tras acabar sus estudios, se incorporó sucesivamente a los think tanks Centre for Cities y New Economics Foundation. Shaheen, que también trabajó en Save the Children, se afilió al Partido Laborista en 2015, tras la llegada al liderazgo del partido de Jeremy Corbyn. Se incorporó entonces al think-tank CLASS.
Elegida en agosto de 2018 como candidata prospectiva laborista en la circunscripción de Chingford and Woodford Green para la Cámara de los Comunes, su rival a batir en las elecciones generales de 2019 (y «némesis» ideológica), el tory Iain Duncan Smith (IDS), ha mantenido escaño en la circunscripción por más de 27 años. Ha sido una crítica prominente del llamado Universal Credit, una controvertida reforma del estado de bienestar impulsada precisamente por Iain Duncan Smith.